# Bromance
Een bromance is een waarschijnlijk door de Amerikaanse auteur Dave Carnie geïntroduceerde informele term voor een innige, niet-seksuele, vriendschap tussen mannen blijkende uit een grote wederzijdse genegenheid.
De term verwijst vooral naar de hechte, emotionele vriendschap die tussen mannen kan ontstaan, Ze duidt niet op een romantische relatie in de traditionele zin, maar eerder op een diepe, platonische band die vaak wordt gekenmerkt door een sterk gevoel van verbondenheid en samenwerking, soms met een vleugje humor en genegenheid.

## Populaireit
Het begrip "bromance" begon waarschijnlijk in de vroege jaren 2000 meer aan populariteit te winnen, hoewel de Amerikaanse popcultuur al langer voor deze dynamiek aandacht had. Vaak wordt het woord ook toegeschreven aan het dagblad *The New York Times*, dat het voor het eerst gebruikte in een artikel uit 2001.
In de jaren die volgden, werd het begrip steeds gebruikelijker, vooral in populaire media, films en series. Voorbeelden van bromances zijn de relaties tussen karakters in series als "Friends" (bijvoorbeeld tussen de personages Joey en Chandler) en films zoals "Superbad".

## Oorsprong
Carnie gebruikte de term − een porte-manteau van de woorden broeder (Engels: brother) en romance − om de bijzondere hechte vriendschap tussen skateboarders te benoemen in het tijdschrift Big Brother in de jaren 1990 over de skaterscene. Bromance gaat verder dan de klassieke definitie van Aristoteles uit 330 v.Chr. over vriendschap: "Diegenen die alle eigenschappen van hun vrienden in zijn geheel accepteren zijn echte vrienden, want zij houden van elkaar om wat ze zijn, niet om hun incidentele kwaliteiten".
De door Aristoteles gedefinieerde vriendschap is gebaseerd op wederzijds respect en status.

## Kenmerken
De genegenheid uit zich ook vaak in fysieke vormen van lichamelijk contact, zoals aanraken en omhelzen, strelen of kussen. Belangrijk is ook de afwezigheid van schaamte voor de buitenwereld over de onderlinge relatie. Een bromanceverhouding dient met klem onderscheiden te worden van een homoseksuele relatie.

## Voorbeelden
Bromances van beroemdheden:
- Matt Damon en Ben Affleck
- James McAvoy en Michael Fassbender[2]

Fictieve bromances:
- John Dorian (JD) en Christopher Turk in de tv-serie Scrubs;
- Dr. Gregory House en dr. James Wilson in de tv-serie House MD.[3]